# Firtănuș
Firtănuș (węg. Firtosmartonos) – wieś w Rumunii, w okręgu Harghita, w gminie Avrămești. W 2011 roku liczyła 216 mieszkańców.